# 조안 줄리엣 벅

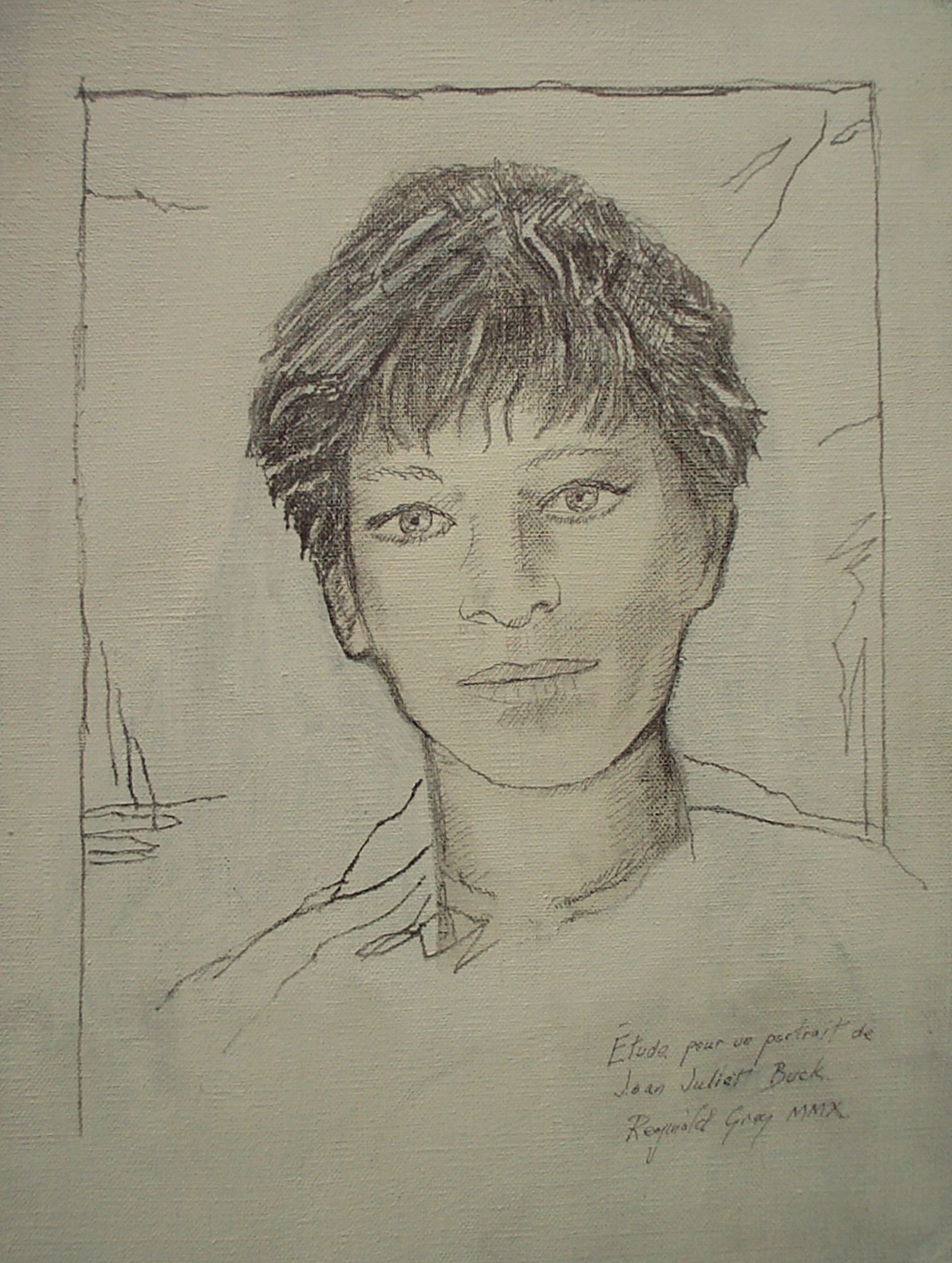

조안 줄리엣 벅(Joan Juliet Buck, 1948년 ~ )은 미국의 배우, 저널리스트, 영화배우이다.
로스앤젤레스에서 태어났다.

## 영화
- 인생면허시험 (2014년) - 루스 역
- 줄리 & 줄리아 (2009년) - 마담 브래사트 역
- 블랙 화이트 + 그레이 (2007년) - 나레이터 역
- 수도사 바비 (1961년)